# Beningo
Beningo ist ein Ort im Nordwesten des Festlandteils von Äquatorialguinea. Sie gehört administrativ zur Provinz Litoral.

## Geographie
Der Ort liegt im nordwestlichen Zipfel im Festlandteil von Äquatorialguinea auf der Landzunge, die der Río Campo bildet. Der Ort selbst liegt auf der Mitte der Landzunge, am Rio Beningo, der von dort nach Osten zum Río Campo verläuft.
Die nächstgelegene Siedlung an der Küste ist London.

## Klima
Nach dem Köppen-Geiger-System zeichnet sich Buabe durch ein tropisches Klima mit der Kurzbezeichnung Am aus.